# Teton Village, Wyoming
Teton Village är en ort och census-designated place i Teton County i västra delen av delstaten Wyoming i USA, med 330 bofasta invånare vid 2010 års folkräkning. Orten ligger i Jackson Hole-dalen, omkring 20 kilometer nordväst om countyts huvudort Jackson, Wyoming, och är främst känd för den stora skidanläggningen Jackson Hole Mountain Resort.

## Externa länkar

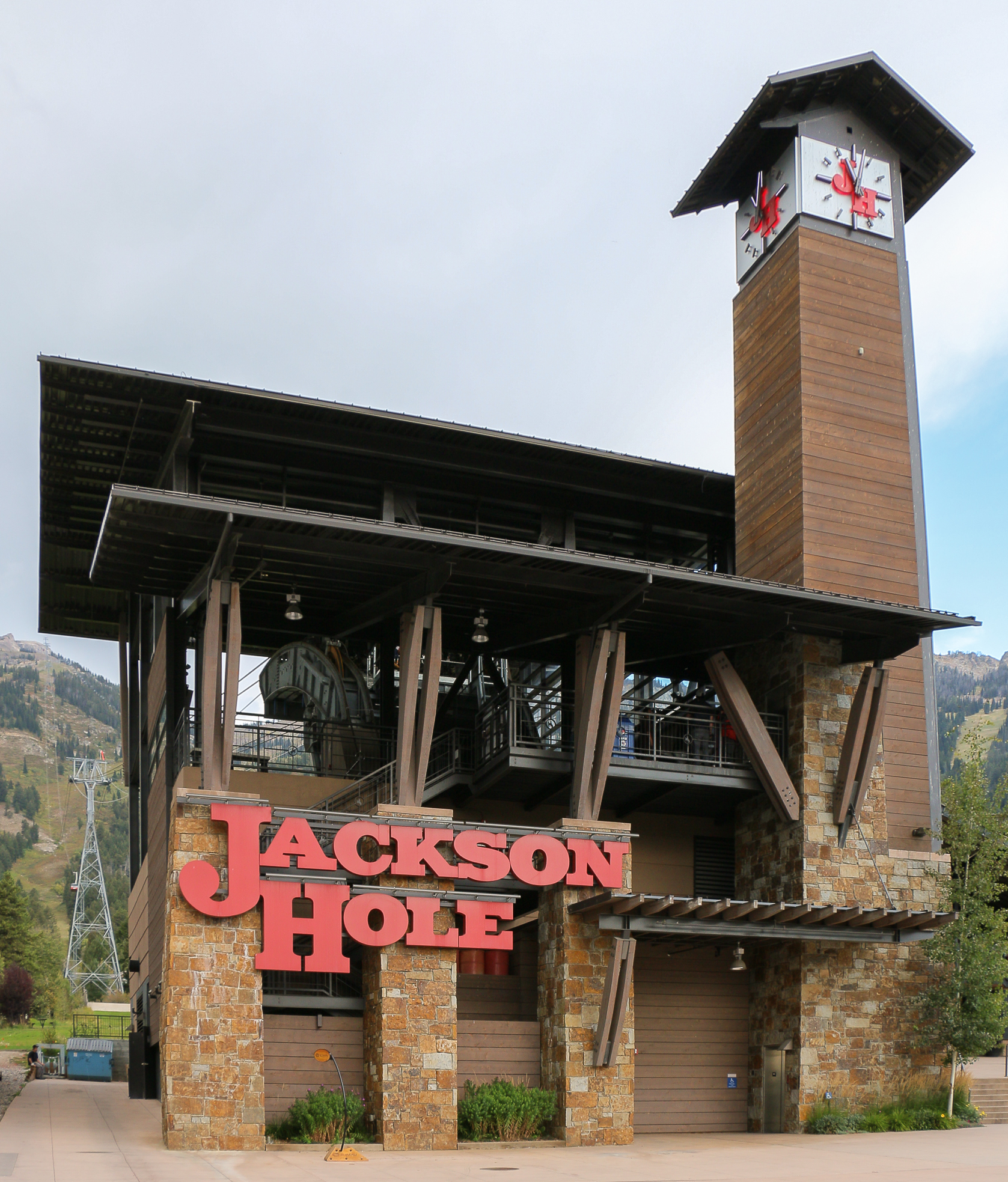
Liftanläggning och klocktorn vid Jackson Hole Mountain Resort.